# Хесин, Александр Савельевич
Александр Савельевич Хессин (Хесин, англ. Alexander S. Chessin; 28 ноября [10 декабря] 1865, Санкт-Петербург — ?) — американский математик и механик российского происхождения, профессор чистой и прикладной математики в Вашингтонском университете в Сент-Луисе.

## Биография
Родился в многодетной еврейской купеческой семье. Отец — купец первой гильдии Савелий Яковлевич Хесин (1833—1924), потомственный почётный гражданин, мать — Розалия Хесина.
С 1875 по 1884 годы учился в «филологической гимназии» при Санкт-Петербургском филологическом институте; затем поступил на физико-математический факультет Санкт-Петербургского университета, окончив его в 1884 году с золотой медалью за сочинение по механике об относительном движении твёрдых тел. По окончании курса был командирован для дальнейшего обучения за границу, где принял решение не возвращаться в Россию. В 1892 году получил степень инженера путей сообщения в Цюрихском политехникуме и после этого переселился в Америку, где вскоре получил право читать лекции в Гарвардском университете по интегрированию уравнений с частными производными, а также по небесной механике в университете Джонса Хопкинса в Балтиморе (инструктор по математической инженерии).
В 1894 году был назначен экстраординарным профессором и до 1900 года читал лекции по различным отраслям математики, механики и астрономии, после чего на год оставил преподавание и начал выступать с публичными лекциями о России и восточном вопросе. В 1901 году занял кафедру математических наук в Сент-Луисе, в Вашингтонском университете. По состоянию на 1913 год проживал в Нью-Йорке. Преподавал в Колумбийском и Гарвардском университетах.
Написал большое количество научных работ по математике, по теоретической и по небесной механике. В 5 статьях, помещённых в «Astronomical Journal» (№ 326, 332, 442, 452, 466, от 1894—1899 годов), предложил новый метод вычисления коэффициентов пертурбационной функции, значительно упрощавший работу, что было доказано им во время работы в американской Морской обсерватории в Вашингтоне, когда Хиссен помогал Ньюкомбу при составлении его «Tables of the planetary motion». По этому способу требовалось в четыре раза меньше времени, чем по прежним способам. В трёх статьях, помещенных в № 456, 468, 460 (1899), автор показывал неверность открытого профессором Си закона относительно газообразных небесных тел.
Главные работы по механике: «On Foucaul’s pendulum» («Americ. Journ. of mathem.», том 17, 1895); «Note on relative motion» («Johns Hopk. Univ. Circu Circulars», 117, 1895); «Motion of a physical pendulum on the surface of the earth» (ib., № 118, 1895); «Poincare’s lectures on dynamics» («Bull. of the Amer. math. Soc.», 1896); «Motion of a homogeneous sphere or spherical shell on an inclined plane taking into account the rotation of the earth» (там же, 1896); «On relative motion. Transactions of the american mat. soc. Vol. 1 (1900) first paper»; «Sur la toupie de Fouculat» («Comptes Rendus», II., 1901); «On the true potential of the force of gravity» («Transactions of the Academ. of Science of St-Louis», том 12, 1902); «On the motion of gyroscopes» (там же, 1902). В 1-й и 3-й из этих статей было дано решение вопроса о качании физического маятника Фуко при всяких амплитудах, в 4-й — критический анализ лекций Пуанкаре, в 6-й излагалось применение способа Якоби-Гамильтона к относительному движению; в седьмой статье было рассмотрено применение способа интегрирования Якоби-Гамильтона к вопросу о вращении гироскопа Фуко. Кроме того, им было написано множество статей по чистой математике.
Брат — присяжный поверенный Владимир Савельевич Хесин (1867—1948), с 1921 года — в эмиграции в Париже (его сын — Сергей Владимирович Хесин, ум. 1978, офицер, Георгиевский кавалер).

## Труды
- On the true potential of the force of gravity (1902)
- Shall inter-collegiate games be abolished in our universities?  (1908)